# Guitar Hero World Tour
Guitar Hero World Tour, zwane również Guitar Hero IV – komputerowa gra muzyczna, wyprodukowana przez Neversoft. Rozgrywka skupia się nie tylko na gitarze, można w niej wcielić się także w perkusistę i wokalistę.
W grze wykorzystuje się kontrolery wzorowane na prawdziwych instrumentach. Oprócz nowej wersji gitary elektrycznej i basowej mamy do dyspozycji także mikrofon oraz perkusję. Ponadto twórcy postanowili wprowadzić też jeszcze jeden, łatwiejszy poziom trudności (Easy Rhythm). Pewnym modyfikacjom uległ tryb kariery – teraz gracz podróżuje po świecie i odbywa koncerty. Jeżeli po drodze okazuje się, że uprzednio wybrany stopień trudności jest zbyt wysoki, to można zmienić go bez potrzeby restartu całej kariery. Karierę realizuje się w pojedynkę lub wraz z maksymalnie trzema innymi osobami, z których każda obejmuje inną rolę w zespole. Zmieniono także nieco, znane z Guitar Hero III: Legends of Rock, walki z bossami. Nie pojawiają się już ataki na przeciwnika, skupiono się wyłącznie na poprawności grania utworu.
Kolejną z nowości jest możliwość tworzenia własnych utworów (z wyłączeniem ścieżki wokalnej) przy pomocy opcji Advanced Studio lub modyfikowania istniejących kawałków w trybie Jam Over, a następnie udostępnianie ich innym graczom poprzez serwis GH Tunes. Na początku mamy tam miejsce jedynie na pięć utworów, jednak w zależności od przyznanych ocen przez społeczność istnieje możliwość wzrostu ich liczby do dziesięciu lub więcej.
Istnieje też opcja dowolnej ingerencji w charakterystyki członków naszego zespołu (począwszy od wieku, a skończywszy na tatuażach i makijażu). To samo tyczy się również instrumentów.

## Piosenki
Do dyspozycji gracza jest 84 piosenek, przy czym wszystkie utwory są oryginalnymi wersjami, nie zaś coverami:
| Piosenka                            | Artysta                            |
| ----------------------------------- | ---------------------------------- |
| "About a Girl" (Unplugged)          | Nirvana                            |
| "Aggro"                             | The Enemy                          |
| "American Woman"                    | The Guess Who                      |
| "Anti-Social"                       | Trust                              |
| "Are You Gonna Go My Way"           | Lenny Kravitz                      |
| "Assassin"                          | Muse                               |
| "B.Y.O.B."                          | System of a Down                   |
| "Band on the Run"                   | Wings                              |
| "Beat It"                           | Michael Jackson                    |
| "Beautiful Disaster"                | 311                                |
| "Crazy Train"                       | Ozzy Osbourne                      |
| "Dammit"                            | Blink-182                          |
| "Demolition Man" (Live)             | Sting                              |
| "Do It Again"                       | Steely Dan                         |
| "Escuela de Calor"                  | Radio Futura                       |
| "Everlong"                          | Foo Fighters                       |
| "Eye of the Tiger"                  | Survivor                           |
| "Feel the Pain"                     | Dinosaur Jr.                       |
| "Float On"                          | Modest Mouse                       |
| "Freak on a Leash"                  | KoЯn                               |
| "Go Your Own Way"                   | Fleetwood Mac                      |
| "Good God"                          | Anouk                              |
| "Hail to the Freaks"                | Beatsteaks                         |
| "Heartbreaker"                      | Pat Benatar                        |
| "Hey Man, Nice Shot"                | Filter                             |
| "Hollywood Nights"                  | Bob Seger & The Silver Bullet Band |
| "Hot for Teacher"                   | Van Halen                          |
| "Hotel California"                  | Eagles                             |
| "The Joker"                         | Steve Miller Band                  |
| "Kick Out the Jams"                 | Wayne Kramer                       |
| "The Kill"                          | 30 Seconds to Mars                 |
| "L’Via L’Viaquez"                   | The Mars Volta                     |
| "La Bamba"                          | Los Lobos                          |
| "Lazy Eye"                          | Silversun Pickups                  |
| "Livin’ on a Prayer"                | Bon Jovi                           |
| "Love Me Two Times"                 | The Doors                          |
| "Love Removal Machine"              | The Cult                           |
| "Love Spreads"                      | The Stone Roses                    |
| "Misery Business"                   | Paramore                           |
| "Durch den Monsun"                  | Tokio Hotel                        |
| "Mountain Song"                     | Jane’s Addiction                   |
| "Mr. Crowley"                       | Ozzy Osbourne                      |
| "Never Too Late"                    | The Answer                         |
| "No Sleep Till Brooklyn"            | Beastie Boys                       |
| "Nuvole E Lenzuola"                 | Negramaro                          |
| "Obstacle 1"                        | Interpol                           |
| "On the Road Again"                 | Willie Nelson                      |
| "One Armed Scissor"                 | At the Drive-In                    |
| "One Way or Another"                | Blondie                            |
| "Our Truth"                         | Lacuna Coil                        |
| "Overkill"                          | Motörhead                          |
| "Parabola"                          | Tool                               |
| "Pretty Vacant"                     | Sex Pistols                        |
| "Prisoner of Society"               | The Living End                     |
| "Pull Me Under"                     | Dream Theater                      |
| "Purple Haze" (Live)                | Jimi Hendrix                       |
| "Ramblin’ Man"                      | The Allman Brothers Band           |
| "Re-Education (Through Labor)"      | Rise Against                       |
| "Rebel Yell"                        | Billy Idol                         |
| "Rooftops (A Liberation Broadcast)" | Lostprophets                       |
| "Santeria"                          | Sublime                            |
| "Satch Boogie"                      | Joe Satriani                       |
| "Schism"                            | Tool                               |
| "Scream Aim Fire"                   | Bullet for My Valentine            |
| "Shiver"                            | Coldplay                           |
| "Some Might Say"                    | Oasis                              |
| "Soul Doubt"                        | NOFX                               |
| "Spiderwebs"                        | No Doubt                           |
| "Stillborn"                         | Black Label Society                |
| "Stranglehold"                      | Ted Nugent                         |
| "Sweet Home Alabama" (Live)         | Lynyrd Skynyrd                     |
| "The Middle"                        | Jimmy Eat World                    |
| "The One I Love"                    | R.E.M.                             |
| "The Wind Cries Mary"               | Jimi Hendrix                       |
| "Today"                             | The Smashing Pumpkins              |
| "Too Much, Too Young, Too Fast"     | Airbourne                          |
| "Toy Boy"                           | Stuck in the Sound                 |
| "Trapped Under Ice"                 | Metallica                          |
| "Up Around the Bend"                | Creedence Clearwater Revival       |
| "Vicarious"                         | Tool                               |
| "VinterNoll2"                       | Kent                               |
| "Weapon of Choice"                  | Black Rebel Motorcycle Club        |
| "What I’ve Done"                    | Linkin Park                        |
| "You’re Gonna Say Yeah"             | HushPuppies                        |

## Utwory do ściągnięcia
Możliwe jest ściąganie dodatkowych utworów na konsolach PlayStation 3, Xbox 360 i Wii. Wersja na PlayStation 2 pozbawiona jest tej opcji. Dodatkowe utwory, które można pobrać to:
| Tytuł                                | Artysta                            | Album / Piosenka / Zestaw        | Data                 |
| ------------------------------------ | ---------------------------------- | -------------------------------- | -------------------- |
| "That Was Just Your Life"            | Metallica                          | Death Magnetic                   | 12 września 2008     |
| "The End of the Line"                | Metallica                          | Death Magnetic                   | 12 września 2008     |
| "Broken, Beat & Scarred"             | Metallica                          | Death Magnetic                   | 12 września 2008     |
| "The Day That Never Comes"           | Metallica                          | Death Magnetic                   | 12 września 2008     |
| "All Nightmare Long"                 | Metallica                          | Death Magnetic                   | 12 września 2008     |
| "Cyanide"                            | Metallica                          | Death Magnetic                   | 12 września 2008     |
| "The Unforgiven III"                 | Metallica                          | Death Magnetic                   | 12 września 2008     |
| "The Judas Kiss"                     | Metallica                          | Death Magnetic                   | 12 września 2008     |
| "Suicide & Redemption J.H."          | Metallica                          | Death Magnetic                   | 12 września 2008     |
| "Suicide & Redemption K.H."          | Metallica                          | Death Magnetic                   | 12 września 2008     |
| "My Apocalypse"                      | Metallica                          | Death Magnetic                   | 12 września 2008     |
| "Rock and Roll Band"                 | Boston                             | Classic Rock Track Pack          | 23 października 2008 |
| "Hot Blooded"                        | Foreigner                          | Classic Rock Track Pack          | 23 października 2008 |
| "Jessie's Girl"                      | Rick Springfield                   | Classic Rock Track Pack          | 23 października 2008 |
| "No Rain"                            | Blind Melon                        | Single                           | 23 października 2008 |
| "Ted Nugent Guitar Duel" (Co-Op)     | Ted Nugent                         | Boss Battle Track Pack           | 23 października 2008 |
| "Zakk Wylde Guitar Duel" (Co-Op)     | Zakk Wylde                         | Boss Battle Track Pack           | 23 października 2008 |
| "Anything"                           | An Endless Sporadic                | Neversoft Track Pack             | 23 października 2008 |
| "Electro Rock"                       | Sworn                              | Neversoft Track Pack             | 23 października 2008 |
| "Horse to Water"                     | R.E.M.                             | R.E.M. Track Pack                | 30 października 2008 |
| "Man-Sized Wreath"                   | R.E.M.                             | R.E.M. Track Pack                | 30 października 2008 |
| "Supernatural Superserious"          | R.E.M.                             | R.E.M. Track Pack                | 30 października 2008 |
| "Bag It Up"                          | Oasis                              | Oasis Track Pack                 | 6 listopada 2008     |
| "Waiting for the Rapture"            | Oasis                              | Oasis Track Pack                 | 6 listopada 2008     |
| "The Shock of the Lightning"         | Oasis                              | Oasis Track Pack                 | 6 listopada 2008     |
| "Another Way to Die"                 | Jack White & Alicia Keys           | Single                           | 7 listopada 2008     |
| "If 6 Was 9"                         | Jimi Hendrix                       | The Jimi Hendrix Track Pack      | 13 listopada 2008    |
| "Little Wing"                        | Jimi Hendrix                       | The Jimi Hendrix Track Pack      | 13 listopada 2008    |
| "Fire (Live at Woodstock)"           | Jimi Hendrix                       | The Jimi Hendrix Track Pack      | 13 listopada 2008    |
| "Salute Your Solution"               | The Raconteurs                     | The Raconteurs Track Pack        | 20 listopada 2008    |
| "Hold Up"                            | The Raconteurs                     | The Raconteurs Track Pack        | 20 listopada 2008    |
| "Consoler of the Lonely"             | The Raconteurs                     | The Raconteurs Track Pack        | 20 listopada 2008    |
| "Mr. Brightside"                     | The Killers                        | The Killers Track Pack           | 25 listopada 2008    |
| "Losing Touch"                       | The Killers                        | The Killers Track Pack           | 25 listopada 2008    |
| "Human"                              | The Killers                        | The Killers Track Pack           | 25 listopada 2008    |
| "G.L.O.W."                           | The Smashing Pumpkins              | The Smashing Pumpkins Track Pack | 4 grudnia 2008       |
| "1979"                               | The Smashing Pumpkins              | The Smashing Pumpkins Track Pack | 4 grudnia 2008       |
| "The Everlasting Gaze"               | The Smashing Pumpkins              | The Smashing Pumpkins Track Pack | 4 grudnia 2008       |
| "You Know You’re Right"              | Nirvana                            | Nirvana Track Pack               | 11 grudnia 2008      |
| "Sliver"                             | Nirvana                            | Nirvana Track Pack               | 11 grudnia 2008      |
| "Negative Creep"                     | Nirvana                            | Nirvana Track Pack               | 11 grudnia 2008      |
| "'54, '74, '90, 2010"                | Sportfreunde Stiller               | European Track Pack 01           | 11 grudnia 2008      |
| "Dis-Moi"                            | BB Brunes                          | European Track Pack 01           | 11 grudnia 2008      |
| "Mama Maè"                           | Negrita                            | European Track Pack 01           | 11 grudnia 2008      |
| "Frail Grasp On The Big Picture"     | Eagles                             | Eagles Track Pack                | 18 grudnia 2008      |
| "Life in the Fast Lane"              | Eagles                             | Eagles Track Pack                | 18 grudnia 2008      |
| "One of These Nights"                | Eagles                             | Eagles Track Pack                | 18 grudnia 2008      |
| "Jimi"                               | Slightly Stoopid                   | Reggae Rock Track Pack           | 23 grudnia 2008      |
| "Your Face"                          | Pepper                             | Reggae Rock Track Pack           | 23 grudnia 2008      |
| "Sacrifice"                          | Expendables                        | Reggae Rock Track Pack           | 23 grudnia 2008      |
| "Use Me"                             | Hinder                             | Hard Rock Track Pack             | 23 grudnia 2008      |
| "Because of You"                     | Nickelback                         | Hard Rock Track Pack             | 23 grudnia 2008      |
| "Light It Up"                        | Rev Theory                         | Hard Rock Track Pack             | 23 grudnia 2008      |
| "Degenerated"                        | Backyard Babies                    | European Track Pack 02           | 30 grudnia 2008      |
| "Por La Boca Vive El Pez"            | Fito & Fitipaldis                  | European Track Pack 02           | 30 grudnia 2008      |
| "Johnny"                             | Di-Rect                            | European Track Pack 02           | 30 grudnia 2008      |
| "Me and My Gang"                     | Rascal Flatts                      | Country Rock Track Pack          | 8 stycznia 2009      |
| "Ticks"                              | Brad Paisley                       | Country Rock Track Pack          | 8 stycznia 2009      |
| "Hillbilly Deluxe"                   | Brooks & Dunn                      | Country Rock Track Pack          | 8 stycznia 2009      |
| "What’s My Age Again?"               | Blink-182                          | Travis Barker Track Pack         | 15 stycznia 2009     |
| "Lycanthrope"                        | +44                                | Travis Barker Track Pack         | 15 stycznia 2009     |
| "Low" (Travis Barker Remix)          | Flo Rida (gościnnie T-Pain)        | Travis Barker Track Pack         | 15 stycznia 2009     |
| "Tomorrow"                           | Silverchair                        | Australian Rock Track Pack       | 22 stycznia 2009     |
| "Dimension"                          | Wolfmother                         | Australian Rock Track Pack       | 22 stycznia 2009     |
| "Outtathaway!"                       | The Vines                          | Australian Rock Track Pack       | 22 stycznia 2009     |
| "Born to Run"                        | Bruce Springsteen                  | Bruce Springsteen Pack           | 27 stycznia 2009     |
| "My Lucky Day"                       | Bruce Springsteen                  | Bruce Springsteen Pack           | 27 stycznia 2009     |
| "The Turning"                        | Oasis                              | Dig Out Your Soul                | 29 stycznia 2009     |
| "I’m Outta Time"                     | Oasis                              | Dig Out Your Soul                | 29 stycznia 2009     |
| "(Get Off Your) High Horse Lady"     | Oasis                              | Dig Out Your Soul                | 29 stycznia 2009     |
| "Falling Down"                       | Oasis                              | Dig Out Your Soul                | 29 stycznia 2009     |
| "To Be Where There’s Life"           | Oasis                              | Dig Out Your Soul                | 29 stycznia 2009     |
| "Ain’t Got Nothin'"                  | Oasis                              | Dig Out Your Soul                | 29 stycznia 2009     |
| "The Nature of Reality"              | Oasis                              | Dig Out Your Soul                | 29 stycznia 2009     |
| "Soldier On"                         | Oasis                              | Dig Out Your Soul                | 29 stycznia 2009     |
| "Commotion"                          | Creedence Clearwater Revival       | Southern Rock Track Pack         | 5 lutego 2009        |
| "Black Betty"                        | Ram Jam                            | Southern Rock Track Pack         | 5 lutego 2009        |
| "Gimme All Your Lovin'"              | ZZ Top                             | Southern Rock Track Pack         | 5 lutego 2009        |
| "New Slang"                          | The Shins                          | Acoustic Track Pack              | 12 lutego 2009       |
| "Drive"                              | Incubus                            | Acoustic Track Pack              | 12 lutego 2009       |
| "Wonderwall"                         | Ryan Adams                         | Acoustic Track Pack              | 12 lutego 2009       |
| "Jet"                                | Wings                              | Wings Track Pack                 | 19 lutego 2009       |
| "Hi Hi Hi"                           | Wings                              | Wings Track Pack                 | 19 lutego 2009       |
| "Junior's Farm"                      | Wings                              | Wings Track Pack                 | 19 lutego 2009       |
| "Old Time Rock and Roll"             | Bob Seger & the Silver Bullet Band | Bob Seger Track Pack             | 26 lutego 2009       |
| "Her Strut"                          | Bob Seger & the Silver Bullet Band | Bob Seger Track Pack             | 26 lutego 2009       |
| "Get Out of Denver"                  | Bob Seger                          | Bob Seger Track Pack             | 26 lutego 2009       |
| "Break It Out"                       | Vanilla Sky                        | European Track Pack 03           | 5 marca 2009         |
| "In the Shadows"                     | The Rasmus                         | European Track Pack 03           | 5 marca 2009         |
| "C'est Comme Ça"                     | Les Rita Mitsouko                  | European Track Pack 03           | 5 marca 2009         |
| "Death Blossoms"                     | Rise Against                       | Rise Against Track Pack          | 12 marca 2009        |
| "Audience of One"                    | Rise Against                       | Rise Against Track Pack          | 12 marca 2009        |
| "Ready to Fall"                      | Rise Against                       | Rise Against Track Pack          | 12 marca 2009        |
| "What Have You Done"                 | Within Temptation                  | European Track Pack 04           | 19 marca 2009        |
| "Hier kommt Alex"                    | Die Toten Hosen                    | European Track Pack 04           | 19 marca 2009        |
| "Carolina"                           | M-Clan                             | European Track Pack 04           | 19 marca 2009        |
| "Freedom"                            | Jimi Hendrix                       | The Jimi Hendrix Track Pack 02   | 19 marca 2009        |
| "Angel"                              | Jimi Hendrix                       | The Jimi Hendrix Track Pack 02   | 19 marca 2009        |
| "Foxy Lady" (Live at Woodstock)      | Jimi Hendrix                       | The Jimi Hendrix Track Pack 02   | 19 marca 2009        |
| "We Are the Champions"               | Queen                              | Queen Track Pack                 | 26 marca 2009        |
| "Fat Bottomed Girls"                 | Queen                              | Queen Track Pack                 | 26 marca 2009        |
| "C-lebrity"                          | Queen + Paul Rodgers               | Queen Track Pack                 | 26 marca 2009        |
| "The James Bond Theme"               | Richard Fortus                     | Single                           | 26 marca 2009        |
| "Debaser"                            | Pixies                             | Pixies Track Pack                | 2 kwietnia 2009      |
| "Monkey Gone to Heaven"              | Pixies                             | Pixies Track Pack                | 2 kwietnia 2009      |
| "The Sad Punk"                       | Pixies                             | Pixies Track Pack                | 2 kwietnia 2009      |
| "Panic Switch"                       | Silversun Pickups                  | Silversun Pickups Track Pack     | 9 kwietnia 2009      |
| "It's Nice to Know You Work Alone"   | Silversun Pickups                  | Silversun Pickups Track Pack     | 9 kwietnia 2009      |
| "Well Thought Out Twinkles"          | Silversun Pickups                  | Silversun Pickups Track Pack     | 9 kwietnia 2009      |
| "Black Friday"                       | Steely Dan                         | Steely Dan Track Pack            | 16 kwietnia 2009     |
| "Kid Charlemagne"                    | Steely Dan                         | Steely Dan Track Pack            | 16 kwietnia 2009     |
| "Bodhisattva"                        | Steely Dan                         | Steely Dan Track Pack            | 16 kwietnia 2009     |
| "Jailbait"                           | Motörhead                          | Motörhead Track Pack             | 23 kwietnia 2009     |
| "Love Me Like a Reptile"             | Motörhead                          | Motörhead Track Pack             | 23 kwietnia 2009     |
| "Iron Fist"                          | Motörhead                          | Motörhead Track Pack             | 23 kwietnia 2009     |
| "Very Ape"                           | Nirvana                            | Nirvana Track Pack 02            | 30 kwietnia 2009     |
| "Sappy"                              | Nirvana                            | Nirvana Track Pack 02            | 30 kwietnia 2009     |
| "Stay Away"                          | Nirvana                            | Nirvana Track Pack 02            | 30 kwietnia 2009     |
| "Here to Stay"                       | KoЯn                               | Untouchables                     | 2009                 |
| "Make Believe"                       | KoЯn                               | Untouchables                     | 2009                 |
| "Blame"                              | KoЯn                               | Untouchables                     | 2009                 |
| "Hollow Life"                        | KoЯn                               | Untouchables                     | 2009                 |
| "Bottled Up Inside"                  | KoЯn                               | Untouchables                     | 2009                 |
| "Thoughtless"                        | KoЯn                               | Untouchables                     | 2009                 |
| "Hating"                             | KoЯn                               | Untouchables                     | 2009                 |
| "One More Time"                      | KoЯn                               | Untouchables                     | 2009                 |
| "Alone I Break"                      | KoЯn                               | Untouchables                     | 2009                 |
| "Embrace"                            | KoЯn                               | Untouchables                     | 2009                 |
| "Beat It Upright"                    | KoЯn                               | Untouchables                     | 2009                 |
| "Wake Up Hate"                       | KoЯn                               | Untouchables                     | 2009                 |
| "I’m Hiding"                         | KoЯn                               | Untouchables                     | 2009                 |
| "No One's There"                     | KoЯn                               | Untouchables                     | 2009                 |
| "Starting Over"                      | KoЯn                               | Untitled                         | 2009                 |
| "Bitch We Got A Problem"             | KoЯn                               | Untitled                         | 2009                 |
| "Evolution"                          | KoЯn                               | Untitled                         | 2009                 |
| "Hold On"                            | KoЯn                               | Untitled                         | 2009                 |
| "Kiss"                               | KoЯn                               | Untitled                         | 2009                 |
| "Do What They Say"                   | KoЯn                               | Untitled                         | 2009                 |
| "Ever Be"                            | KoЯn                               | Untitled                         | 2009                 |
| "Love And Luxury"                    | KoЯn                               | Untitled                         | 2009                 |
| "Innocent Bystander"                 | KoЯn                               | Untitled                         | 2009                 |
| "Killing"                            | KoЯn                               | Untitled                         | 2009                 |
| "Hushabye"                           | KoЯn                               | Untitled                         | 2009                 |
| "I Will Protect You"                 | KoЯn                               | Untitled                         | 2009                 |
| "Sing Sorrow"                        | KoЯn                               | Untitled                         | 2009                 |
| "Overture Or Obituary"               | KoЯn                               | Untitled                         | 2009                 |
| "Man Overboard"                      | Blink-182                          | 182 Pack                         | 2009                 |
| "Always"                             | Blink-182                          | 182 Pack                         | 2009                 |
| "First Date"                         | Blink-182                          | 182 Pack                         | 2009                 |
| "Rock Show"                          | Blink-182                          | 182 Pack                         | 2009                 |
| "Another Girl Another Planet"        | Blink-182                          | 182 Pack                         | 2009                 |
| "Will You"                           | P.O.D.                             | Song Pack                        | 2009                 |
| "Not Listening"                      | Papa Roach                         | Song Pack                        | 2009                 |
| "When Your Heart Stops Beating"      | +44                                | Song Pack                        | 2009                 |
| "Liberate"                           | Disturbed                          | Song Pack                        | 2009                 |
| "Eat You Alive"                      | Limp Bizkit                        | Song Pack                        | 2009                 |
| "With You"                           | Linkin Park                        | LP Pack                          | 2009                 |
| "In the End"                         | Linkin Park                        | LP Pack                          | 2009                 |
| "1stp Klosr (Ft. Jonathan Davis)"    | Linkin Park                        | LP Pack                          | 2009                 |
| "Breaking the Habit"                 | Linkin Park                        | LP Pack                          | 2009                 |
| "Faint"                              | Linkin Park                        | LP Pack                          | 2009                 |
| "Somewhere I Belong (Live in Texas)" | Linkin Park                        | LP Pack                          | 2009                 |
| "Bleed It Out"                       | Linkin Park                        | LP Pack                          | 2009                 |
| "Dead Bodies Everywhere"             | KoЯn                               | Metal's Pack                     | 2009                 |
| "Psychosocial"                       | Slipknot                           | Metal's Pack                     | 2009                 |
| "Motorbreath"                        | Metallica                          | Metal's Pack                     | 2009                 |
| "Hallowed Be Thy Name"               | Iron Maiden                        | Metal's Pack                     | 2009                 |
| "Perfect Insanity"                   | Disturbed                          | Metal's Pack                     | 2009                 |
| "Love My Way"                        | KoЯn                               | Kover's Pack                     | 2009                 |
| "Wish (Live)"                        | Linkin Park                        | Kover's Pack                     | 2009                 |
| "Whiskey in the Jar"                 | Metallica                          | Kover's Pack                     | 2009                 |
| "Hearts Burst into Fire"             | Bullet for My Valentine            | Song Pack 2                      | 2009                 |
| "The World Around You"               | Papa Roach                         | Song Pack 2                      | 2009                 |
| "Sex on Fire"                        | Kings of Leon                      | Song Pack 2                      | 2009                 |
| "Eye of the Storm"                   | Bullet for My Valentine            | Extra Track Pack                 | 2009                 |
| "When Angels & Serpents Dance"       | P.O.D.                             | Extra Track Pack                 | 2009                 |
| "Left Behind"                        | Slipknot                           | Extra Track Pack                 | 2009                 |
| "Trash"                              | KoЯn                               | Extra Track Pack                 | 2009                 |
| "Forest"                             | System of a Down                   | Extra Track Pack                 | 2009                 |
| "Cliff Diving"                       | +44                                | Extra Track Pack                 | 2009                 |